# Michael Samuel
Michael Samuel (Amsterdam, 22 april 1980) is een Nederlands voormalig voetballer die voor Vitesse, Stormvogels Telstar en Go Ahead Eagles speelde.

## Carrière
Michael Samuel speelde in de jeugd van, AVV Swift, AFC DWS en Vitesse. En werd met Vitesse A1 in 1998 landskampioen. In 2001 ging hij voor Stormvogels Telstar spelen. Hij debuteerde in de Eerste divisie op 1 maart 2002, in de met 0-1 gewonnen uitwedstrijd tegen VVV-Venlo. Op 22 maart scoorde hij zijn eerste doelpunt in de met 1-3 verloren thuiswedstrijd tegen SC Cambuur. Na vier seizoenen vertrok hij bij Telstar, en na een half jaar zonder club te hebben gezeten sloot hij in de winterstop van het seizoen 2005/06 bij Go Ahead Eagles aan. Hier speelde hij tot 2007, waarna hij naar Kozakken Boys vertrok. Hierna speelde hij nog voor SV Spakenburg, JOS Watergraafsmeer, SV Lelystad '67 en VV De Beursbengels tot hij in 2015 stopte met voetballen.

### Statistieken
| Seizoen                    | Club                | Land           | Competitie     | Competitie | Competitie | Beker | Beker | Overig | Overig | Totaal | Totaal |
| Seizoen                    | Club                | Land           | Competitie     | Wed.       | Dlp.       | Wed.  | Dlp.  | Wed.   | Dlp.   | Wed.   | Dlp.   |
| -------------------------- | ------------------- | -------------- | -------------- | ---------- | ---------- | ----- | ----- | ------ | ------ | ------ | ------ |
| 2001/02                    | Stormvogels Telstar | Nederland      | Eerste divisie | 10         | 2          | 0     | 0     | –      | –      | 10     | 2      |
| 2002/03                    | Stormvogels Telstar | Nederland      | Eerste divisie | 15         | 0          | 2     | 0     | –      | –      | 17     | 0      |
| 2003/04                    | Stormvogels Telstar | Nederland      | Eerste divisie | 7          | 1          | 0     | 0     | –      | –      | 7      | 1      |
| 2004/05                    | Stormvogels Telstar | Nederland      | Eerste divisie | 22         | 0          | 1     | 0     | 2      | 0      | 25     | 0      |
| 2005/06                    | Go Ahead Eagles     | Nederland      | Eerste divisie | 11         | 0          | 0     | 0     | –      | –      | 11     | 0      |
| 2006/07                    | Go Ahead Eagles     | Nederland      | Eerste divisie | 14         | 0          | ?     | ?     | 0      | 0      | 14     | 0      |
| Carrièretotaal             | Carrièretotaal      | Carrièretotaal | Carrièretotaal | 79         | 3          | 3     | 0     | 2      | 0      | 84     | 5      |
| Bijgewerkt op 30 juni 2019 |                     |                |                |            |            |       |       |        |        |        |        |